# 脂肪泻
脂肪便（英語：Steatorrhea 或 steatorrhoea）指的是糞便中含有過量的脂肪，導致大便太笨重難以被沖掉。脂肪便通常看起來蒼白、油油的且具恶臭。

## 相關疾病
- 影響胰脏的疾病：外分泌胰腺功能不全（英语：Exocrine pancreatic insufficiency）[2]、胰腺炎、囊腫性纖維化、和胰腺癌。[1]
- 影響胆汁酸的疾病：膽管阻塞、膽石症（膽總管結石（英语：choledocholithiasis））、原發性硬化性膽管炎、肝病（肝臟內膽汁淤積（英语：cholestasis））、用降血脂药、移除胆囊的後遺症（膽囊切除術（英语：cholecystectomy））[1]。
- 腸胃消化吸收不良（英语：malabsorption）：乳糜泻、小腸細菌過度生長、热带性斯泼卢病（英语：tropical sprue）、梨形鞭毛蟲病（一種原生動物寄生蟲感染）、佐林格 - 埃里森綜合徵（英语：Zollinger-Ellison syndrome）、短腸症候群、炎症性肠病和无β脂蛋白血症（英语：abetalipoproteinemia）[1][3]。
- 藥物副作用：減肥藥奧利司他或奥曲肽的副作用、或用來治療肢端肥大症或神經內分泌腫瘤的兰瑞肽。[4]
- 弥漫性毒性甲状腺肿、甲状腺功能亢进症[1]

## 來源
1. 1 2 3 4 5  Adam S Cheifetz; Alphonso Brown; Michael Curry; Alan C Moss. . Oxford University Press. 10 Mar 2011: 234  [2018-03-27]. ISBN 9780199830121. （原始内容存档于2021-10-03）.
2. ↑  Lindkvist B. . World J. Gastroenterol. (Review). 2013, 19 (42): 7258–66. PMC 3831207 . PMID 24259956. doi:10.3748/wjg.v19.i42.7258.
3. ↑  Moutzouri, Elisavet; Elisaf, Moses; Liberopoulos, N. Evangelos. . Current Vascular Pharmacology. 2011, 9 (2): 200–12. PMID 20626336. doi:10.2174/157016111794519354.
4. ↑  Dogliotti, L; Tampellini, M; Stivanello, M; Gorzegno, G; Fabiani, L. . Annals of oncology : official journal of the European Society for Medical Oncology. 2001,. 12 Suppl 2: S105–9. PMID 11762334.